# Shell (entreprise)
Pour les articles homonymes, voir Shell.
Pour l’article ayant un titre homophone, voir Chelles.
Shell (également appelée Royal Dutch Petroleum, Royal Dutch / Shell, Royal Dutch Shell, Koninklijke Nederlandse Shell N.V, ou encore Shell Oil en Amérique du Nord) est une compagnie pétrolière britannique, l'une des plus importantes sociétés multinationales.
En 2019, Shell est classé au 5e rang des entreprises mondiales avec un chiffre d’affaires de 396,5 milliards de dollars US, et second groupe pétrolier au monde. Cette même année, son résultat net a été de 23,3 milliards de dollars US.
Shell est l'une des principales entreprises émettrices de gaz à effet de serre dans le secteur des hydrocarbures. L'entreprise est impliquée dans la controverse sur le réchauffement climatique planétaire,. La compagnie est active dans le lobbying pour bloquer des mesures de lutte contre le réchauffement climatique, mais aussi financer le discours climatodénialiste.

## Histoire

### Origines (avant 1907)
Le nom (« coquillage » en anglais) et le logotype de Shell sont étroitement liés aux origines de la compagnie « Shell Transport and Trading Company », fondée à Londres en 1833 par le père de Marcus Samuel. À l'origine une société d'import-export baptisée « M. Samuel & Co. » importait en effet des antiquités et des bibelots dont des coquillages orientaux destinés à fabriquer de petites boîtes décoratives, en vogue à l'époque victorienne. Quand Marcus Samuel (père) meurt en 1870, ses fils Marcus Samuel (fils) et Sam (en), encore adolescents, sont appelés à prendre la succession. Le commerce entre la Grande-Bretagne, le Japon et l'Extrême-Orient poursuit son développement ; ainsi les deux frères fondent chacun une société dans laquelle ils s'associent mutuellement ; la société de Marcus s'appelle naturellement « Marcus Samuel & Co. » et son siège est à Londres ; celle de Sam s'appelle, selon le même principe, « Samuel Samuel & Co. » et son siège est au Japon. Ils exportent des machines, des tissus, des outils tous fabriqués en Grande-Bretagne, pays à l'origine de l'industrialisation, importent également vers le Moyen-Orient et l'Europe des matières premières, des aliments « exotiques » comme le riz, de la soie, de la porcelaine, des ustensiles en cuivre. Ils importent aussi à Londres, en provenance du monde entier, du sucre, de la farine, du blé.
Dès la fin des années 1880, sous l'impulsion de Frederick Lane, un homme d'affaires jouant le rôle d'intermédiaire entre les frères Samuel et la branche parisienne de la famille Rothschild, laquelle a des intérêts dans la production de pétrole dans le Caucase russe, ils s'intéressent au commerce du pétrole, qu'ils vendent en Extrême-Orient rompant ainsi le monopole de la Standard Oil de Rockfeller.
En 1890, ils font construire le premier bateau pétrolier au monde, le Murex, lequel livre en 1892 près de quatre mille tonnes de kérosène du Caucase russe à Singapour et Bangkok, en étant autorisé à passer par le canal de Suez, ce qui permet de réduire considérablement les coûts d'exportation de ce pétrole. Une flotte de huit pétroliers en tout est commandée.
La société qui assure ces transports de produits pétroliers ainsi que leur stockage dans les ports est d'abord baptisée « Tank Syndicate » ; en 1897, Marcus Samuel rassemble ses sociétés et a l'idée de renommer la nouvelle entité « Shell Transport and Trading Company », eu égard à l'une de ses activités historiques d'importation de coquillages décoratifs.
À l'approche de la fin de son contrat d'approvisionnement dans le Caucase, Shell Transport tente d'obtenir un nouveau contrat d'approvisionnement à Bornéo (Indonésie actuelle) où du pétrole a été découvert en 1898. Par ailleurs, Marcus Samuel entrevoit un nouveau débouché pour les produits pétroliers en tant que carburant pour les navires.
De son côté, la société « Royal Dutch Petroleum Company » est fondée à La Haye en 1890 par J.B. August Kessler (en), citoyen des Pays-Bas, pour exploiter une concession d'exploration pétrolière à Sumatra dans les Indes néerlandaises (Indonésie actuelle). Ce nom est choisi, car cette société a l'appui de la maison royale des Pays-Bas, dont le roi Guillaume III meurt dans l'année, laissant place à une régence ; pour mémoire, le nom néerlandais de la société est « Koninklijke Nederlandsche Petroleum Maatschappij ». Au cours de la décennie 1890, Kessler se démène pour faire fonctionner cette société dont les activités sont « à l'autre bout du monde » et dans un climat tropical difficile ; l'ensemble est très éprouvant pour la santé de cet entrepreneur très actif. Il recrute Henri Deterding en 1896 pour la partie commerciale et financière et Hugo Loudon (nl) pour la partie technique.
Probablement victime de son surmenage, Kessler meurt brutalement fin 1900 à Naples, lors d'un voyage de retour d'Indonésie. Deterding prend sa succession.
« Shell Transport » et « Royal Dutch » sont ainsi en concurrence dans la zone indonésienne.
Pour lutter contre leur concurrent commun américain — la Standard Oil — et après de longs pourparlers et une première tentative, toujours par l'entremise de Frederick Lane, en 1907, les deux sociétés — la britannique Shell Transport and Trading Company et la néerlandaise Royal Dutch Petroleum Company — décident de fusionner leurs activités pour former le groupe « Royal Dutch / Shell », dont le nom commercial est « Shell ». Royal Dutch possède 60 % du groupe et Shell Transport 40 %. Le groupe fonctionne par le biais d'un certain nombre d'accords d'actionnariat croisé. Les lois de l'époque ne goûtant guère le concept d'entités transnationales, les deux compagnies gardent leurs deux identités distinctes : les actions « Royal Dutch » sont cotées à la bourse d'Amsterdam, tandis que celles de « Shell Transport » le sont au London Stock Exchange. Le groupe a également la particularité d'avoir son quartier général établi à la fois à Londres et à La Haye, avec deux conseils d'administration présents dans les deux sièges sociaux ; ce qui pose des problèmes de coordination et d'indépendance. Marcus Samuel, préoccupé par ses activités publiques — il est notamment lord-maire de Londres depuis 1902-, cède son poste à Henri Deterding qui devient ainsi le dirigeant du groupe.

### Jusqu'à la Seconde Guerre mondiale

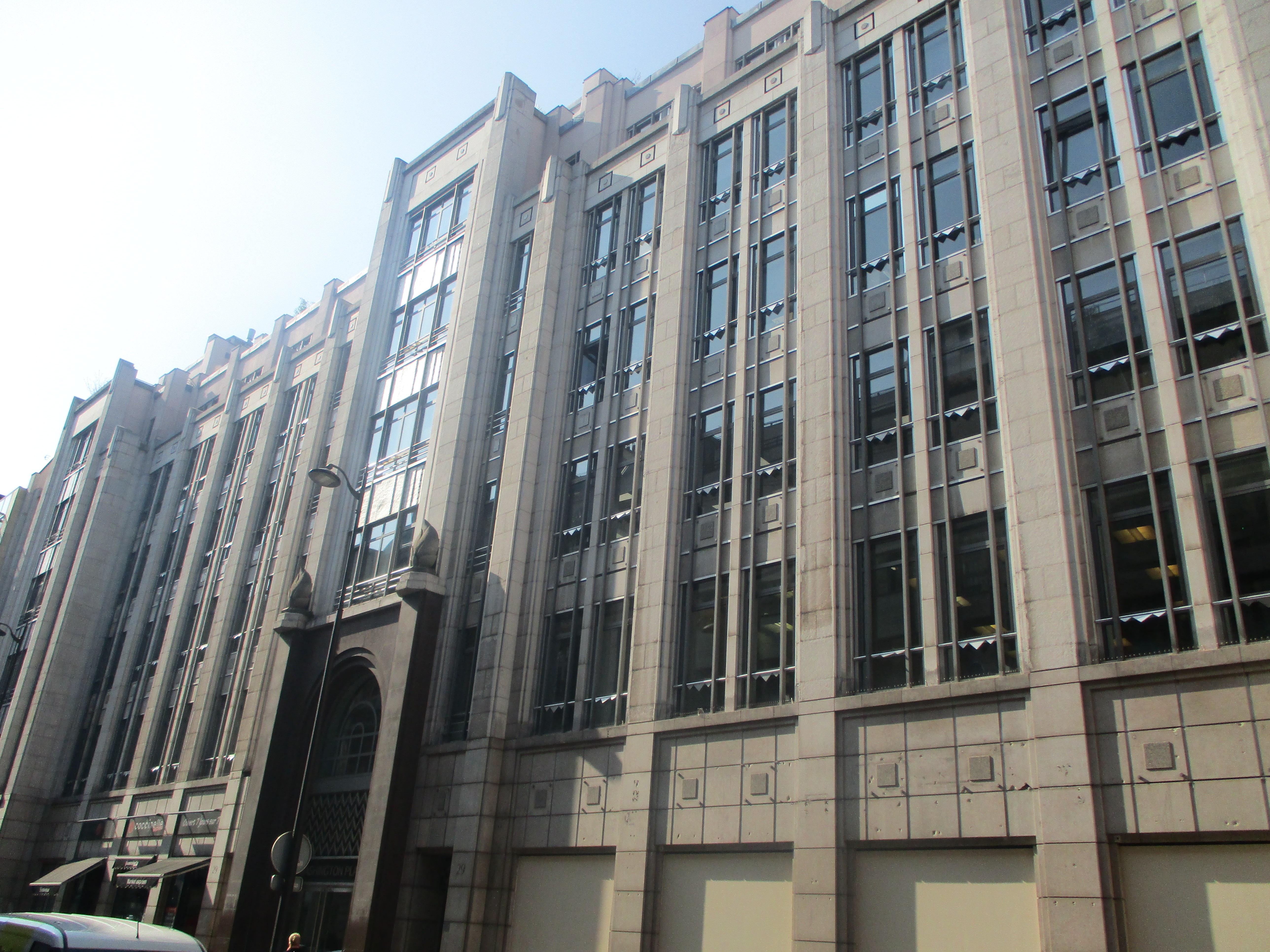
Immeuble des filiales de Shell en France, construit à Paris entre 1929 et 1932. Les façades de cet imposant immeuble donnent sur la rue de Berri (cette entrée du no 29), la rue Washington (no 40) et partiellement sur la rue d'Artois. Il a été vendu au début des années 1990, dans le cadre d'un déménagement vers un grand immeuble neuf à Rueil-Malmaison.

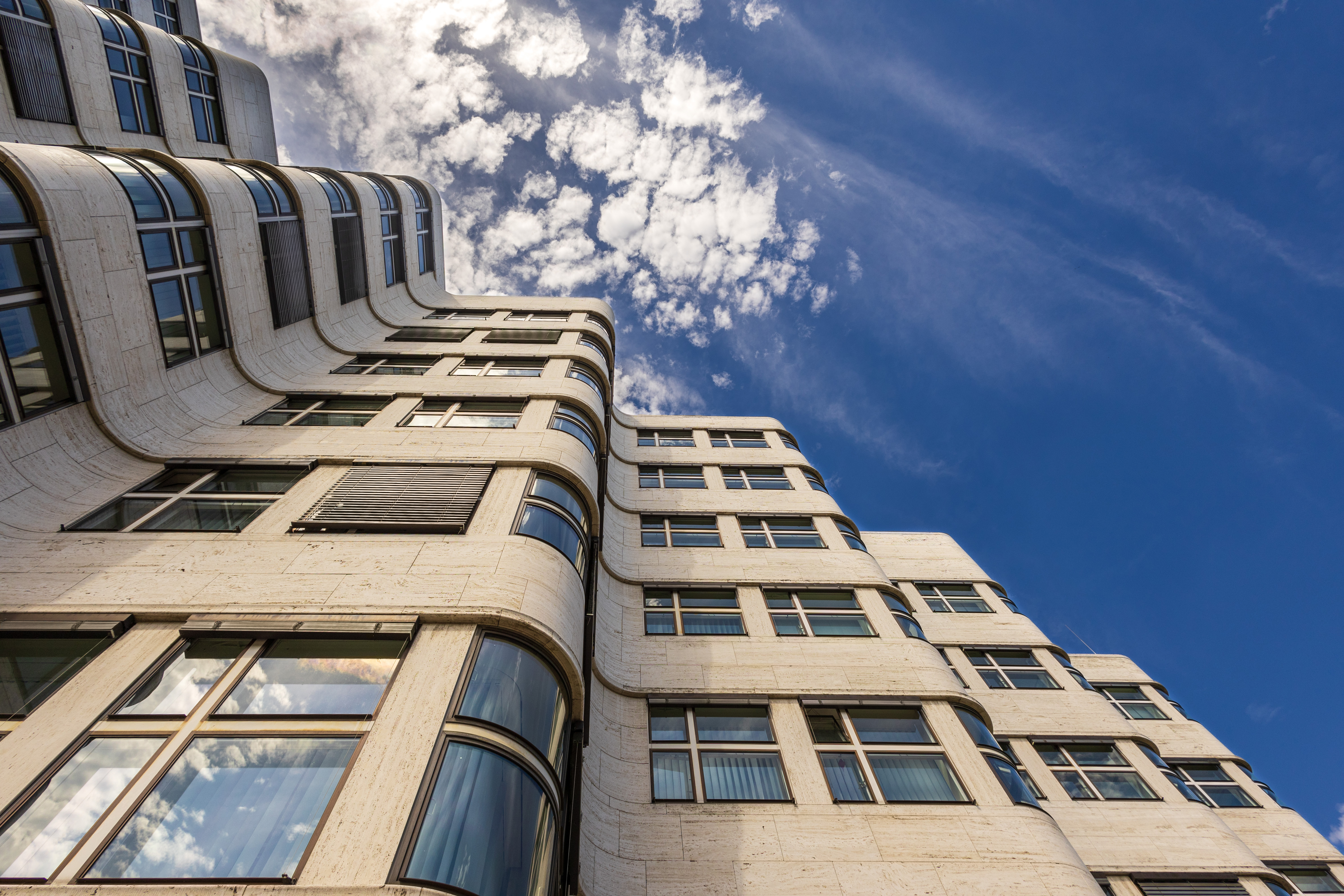
Façace du Shell-Haus à Berlin. Il a été construit par Emil Fahrenkamp dans les années 1930-1931, le long du Landwehrkanal. Juillet 2023.

Le groupe Royal Dutch / Shell se développe régulièrement pendant la 1re moitié du XXe siècle, notamment grâce à la direction efficace de Henri Deterding, surnommé le « Napoléon du pétrole », ce sur une durée de vingt-neuf ans jusqu'en 1936. Néanmoins, Deterding ayant eu en troisièmes noces une épouse soupçonnée de sympathie nazie, ce qui l'influença lui-même ainsi que la crainte du bolchevisme,, et le groupe ayant continué à approvisionner l'Allemagne pendant le second conflit mondial, Royal Dutch / Shell décide à l'issue de ce conflit (en 1946) de se doter d'un collège de dirigeants composé de sept directeurs généraux, en lieu et place d'un directeur général unique,. Ces dirigeants sont communément appelés les managing directors du groupe. Ils sont présents dans l'un ou l'autre des conseils d'administration des sociétés cotées. Ce mode de direction est censé devoir protéger le groupe d'influences trop personnelles.
Shell a perdu une part significative de ses immobilisations au cours du conflit : une très grande partie de ses installations en Europe de l’Est et en Allemagne, l'accès au pétrole de Roumanie et quatre-vingt-sept navires qui avaient été mis à la disposition du gouvernement britannique, lesquels ont été coulés au cours de la bataille de l'Atlantique.

### Après la Seconde Guerre mondiale

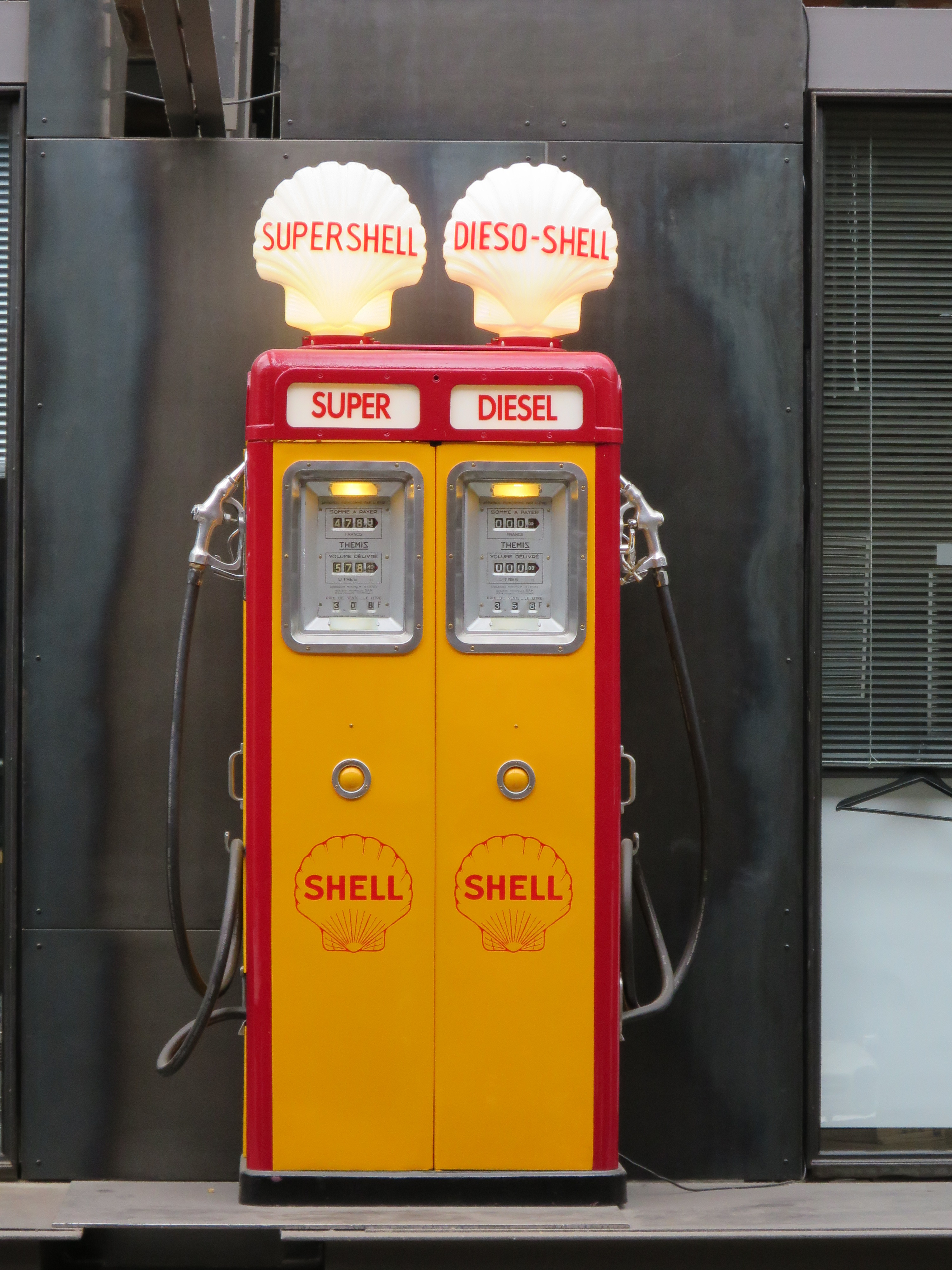
Double pompe Shell française de 1952.

Le groupe Royal Dutch / Shell ne cesse de se développer pendant la seconde moitié du XXe siècle, dans la plupart des pays de la planète, au point de devenir une des premières sociétés mondiales.
Dans les années 1970, à la suite de la fermeture du canal de Suez, avant les deux crises pétrolières de 1973 et 1978, Shell et la Compagnie nationale de navigation — à l’époque filiale de transport maritime du groupe Elf — commandent chacun deux pétroliers géants construits aux Chantiers de l'Atlantique de Saint-Nazaire,. Ces quatre plus grands pétroliers du monde jamais construits — pour Shell : le Batillus et le Bellamya ; pour Elf : le Prairial et le Pierre Guillaumat — de 550 000 tonnes de port en lourd chacun, sont livrés entre 1976 et 1979. Ces pétroliers se révèlent rapidement « surdimensionnés » et, moins de dix ans après leur mise en service, en 1985 et 1986, Shell démantèle le Batillus et le Bellamya.

### Années 2000
Lors de la polémique des années 2000 sur les stock-options, Shell est la première société britannique importante à renoncer à ce mode de rémunération.
En octobre 2004, le groupe dit vouloir se regrouper sous une seule structure dénommée Royal Dutch Shell plc., cotée principalement à la bourse de Londres, mais dont le siège administratif et financier est aux Pays-Bas. La structure dirigeante de la nouvelle entité a alors repris une structure plus classique. Les actions de Royal Dutch Shell chutent fortement quand le groupe annonce que ses réserves sont de 4,5 milliards de barils inférieures à celles annoncées précédemment (soit une baisse de 23 %).
En avril 2015, Shell annonce le lancement d'une offre d'acquisition sur BG Group pour 47 milliards de livres, payable en partie en actions Shell et en partie en liquidités,.
En juillet 2015, Morgan Stanley vend ses activités de commerce (« trading ») de gaz naturel et d'énergie en Europe à Shell, pour un montant indéterminé. En parallèle, Shell annonce la suppression de 6 500 postes, liée au faible prix du pétrole brut. Au même moment, Shell vend une participation de 33,2 % dans le raffineur japonais Showa Shell Sekiyu (en) à Idemitsu Kosan pour l'équivalent de 1,4 milliard de dollars. En octobre 2015, Shell annonce une perte de 6,8 milliards d'euros, soit 7,4 milliards de dollars, pour le troisième trimestre de l'année 2015, liée à des charges de 8,2 milliards de dollars consécutives à l'abandon de certains projets en Alaska et en Alberta.
Le groupe annonce le 25 mai 2016 la suppression de plus de deux mille postes dans le cadre du rachat de BG Group et en raison de la faiblesse des cours du pétrole.
En août 2016, Shell annonce la vente d'actifs dans le golfe du Mexique à EnVen Energy pour 425 millions de dollars. En janvier 2017, Shell vend des actifs en mer du Nord pour une valeur de 3,8 milliards de dollars, ainsi qu'un gisement en Thaïlande pour 0,9 milliard de dollars.
En avril 2017, Shell annonce la vente de ses activités dans le gaz de pétrole liquéfié à Hong Kong et Macao au groupe irlandais  DCC. En novembre 2017, Shell annonce la vente de ses participations dans Woodside Petroleum pour 2,7 milliards de dollars. En décembre 2017, Shell annonce l'acquisition de First Utility, une entreprise de distribution d'électricité du Royaume-Uni pour un montant non dévoilé.
En 2018, des associations écologistes reprochent à Shell de ne faire aucun effort dans le domaine de la lutte contre le réchauffement climatique en dépit de l'accord de Paris sur le climat et envisagent de poursuivre le groupe en justice. En mars, Amnesty International presse le Nigeria d'ouvrir une enquête sur 89 déversements d'hydrocarbures qui ont eu lieu dans la région pétrolifère du Delta (dans le Sud-Est du pays), devenu « l'un des endroits les plus pollués de la planète », accusant Shell d’être à l'origine de ces pollutions et de les avoir dissimulées.
En février 2019, Shell annonce l'acquisition de Sonnen, une entreprise allemande de stockage d'énergie solaire au moyen de batteries, dans le but d’augmenter sa présence dans les marchés d’énergies renouvelables, « pariant sur une croissance rapide de la demande d’électricité en raison du développement de l'usage des véhicules électriques et du basculement vers des sources d’énergie plus propres ». En août 2019, Shell annonce l'acquisition d’ERM Power, une entreprise de distribution électrique australienne, pour 419 millions de dollars australiens.
En septembre 2020, Shell annonce la suppression de 7 000 à 9 000 postes à l'horizon 2022, chiffre qui inclut 1 500 suppressions de postes qui ont déjà eu lieu par le fait de départs volontaires.
En mai 2021, Shell annonce avoir découvert un gisement de pétrole dans le golfe du Mexique, au sein d’une zone où la compagnie possède déjà d’autres puits. En septembre 2021, Shell annonce la vente de ses activités dans le bassin permien à ConocoPhillips, pour 9,5 milliards de dollars.
En novembre 2021, Shell annonce rapatrier son siège social et sa résidence fiscale de La Haye vers Londres, ainsi que mettre fin à sa double cotation, pour ne garder que celle de Londres,,. En décembre 2021, Shell annonce l'acquisition de Savion, une entreprise spécialisée dans la gestion de parc d'énergie renouvelable.
En mars 2022, Shell annonce le retrait de ses activités en Russie, peu après une annonce similaire de BP. Le même jour, Shell annonce l'acquisition d'une participation de 49 % dans WestWind Energy, une entreprise de gestion de parc éolien en Australie. En novembre 2022, Shell annonce l'acquisition pour deux milliards de dollars de Nature Energy, une entreprise danoise de production de gaz naturel.
En juillet 2023, Shell signe un contrat avec le gouvernement du Maroc pour livrer au pays 500 millions de mètres cubes de gaz liquéfié (GNL) par an, une décision qui fait suite aux tensions géopolitiques entre Algérie et Maroc, le premier ne souhaitant plus livrer de gaz au second.
En mai 2025, Bloomberg rapporte que Shell envisageait l'acquisition de la compagnie pétrolière britannique BP,.

## Activités

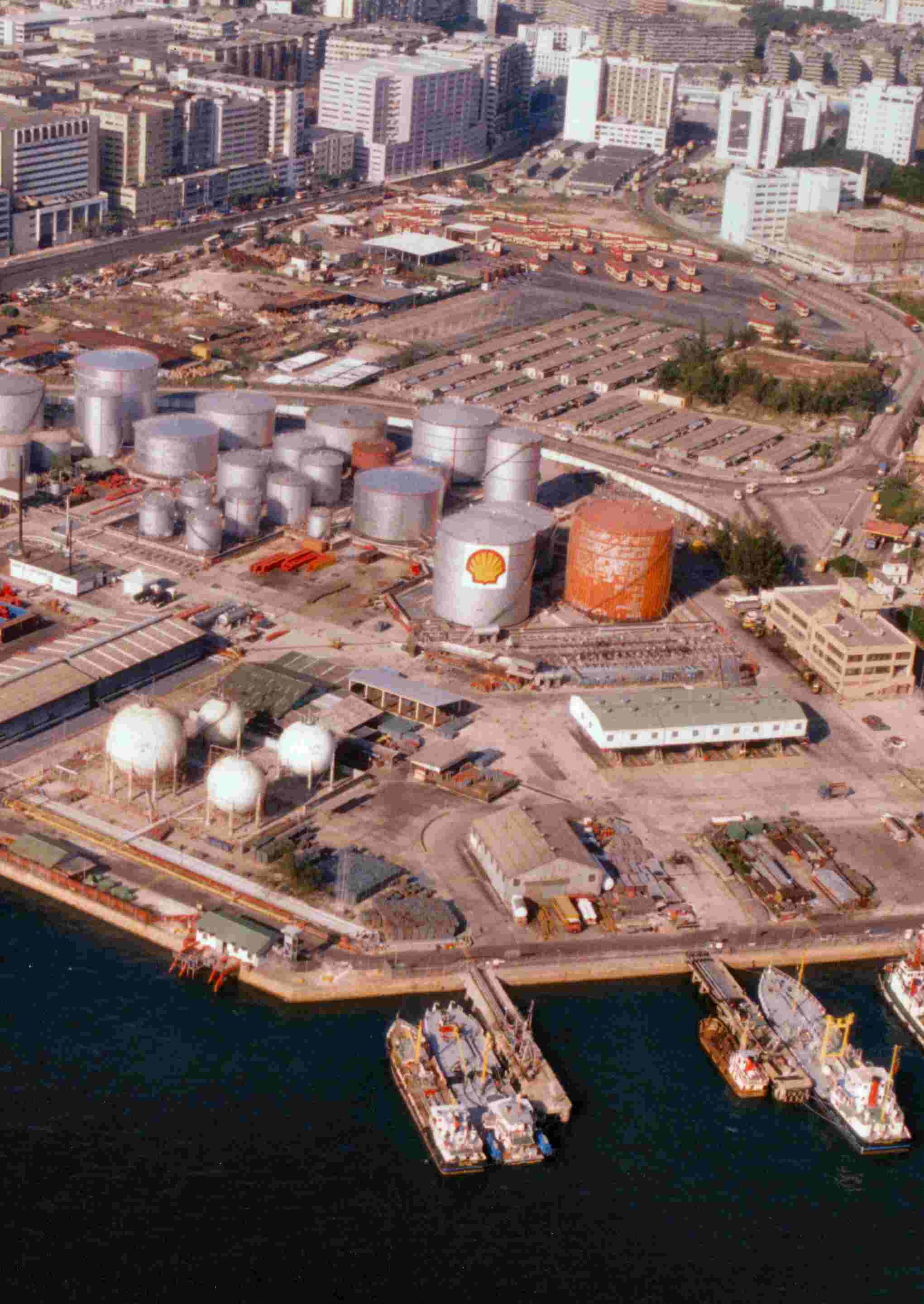
Réservoirs de produits pétroliers Shell à Kowloon, Hong Kong.

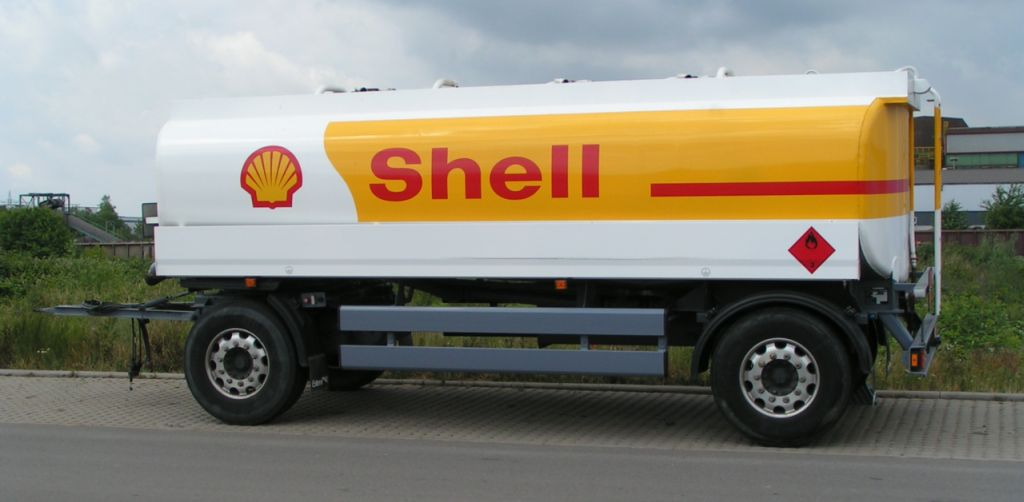
Une remorque de carburant.

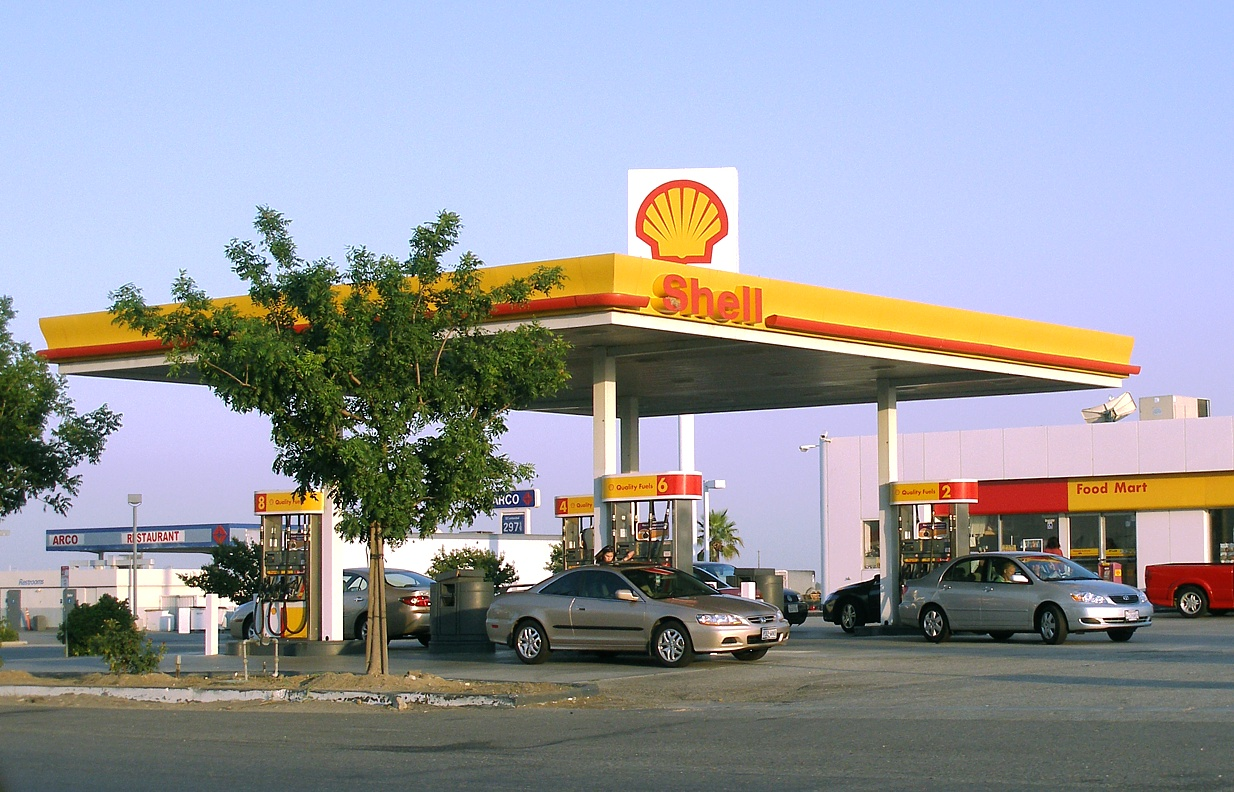
Station-service à Lost Hills, Californie (États-Unis).

Le groupe intervient dans tous les aspects de la filière énergétique : prospection de gisements, extraction de pétrole et de gaz naturel, raffinage, pétrochimie, vente (B2B et détail), le tout dans environ soixante-dix pays.
Ces activités traditionnelles représentent, avec 3,1 millions de barils « équivalents-pétrole » extraits chaque jour en 2014,, l'activité principale du groupe. En 2014, ses réserves prouvées permettent environ 13,0 années d'exploitation,.
Dans la partie aval (downstream) au niveau mondial, le groupe dispose pour la transformation des produits bruts de vingt-quatre raffineries ou usines chimiques ; et les points de vente constituent un réseau de 44 000 stations-service,. Dans ses stations-service, Shell fournit du gazole, de l'essence et du GPL.
Le groupe a cédé sa branche dédiée aux énergies renouvelables, essentiellement énergie solaire et éolienne, en 2009. Il se concentre depuis sur les biocarburants et la séquestration du dioxyde de carbone.
En 2008, le logotype de Shell est classé au 97e rang des marques les plus connues au monde selon Business Week.

## Actionnaires
Liste des principaux actionnaires mise à jour le 11 mars 2024.
| BlackRock Investment Management            | 4,087 %  |
| The Vanguard Group, Inc.                   | 3,740 %  |
| Norges Bank Investment Management          | 3,033 %  |
| BlackRock Fund Advisors                    | 2,874 %  |
| BlackRock Advisors (UK) Ltd.               | 1,361 %  |
| Legal & General Investment Management Ltd. | 1,324 %  |
| SSgA Funds Management, Inc.                | 1,287 %  |
| Clearstream Banking SA                     | 1,195 %  |
| Vanguard Global Advisers LLC               | 1,014 %  |
| Geode Capital Management LLC               | 0,7326 % |

## Protestations, condamnations et boycotts
Shell a été la cible de nombreux boycotts en Europe et en Amérique du Nord à la suite de certaines actions commises par l'entreprise dans plusieurs régions du monde (par exemple, dans les années 1990 : démantèlement d'une plate-forme — Brent Spar — en mer du Nord qui devait initialement être remorquée pour être coulée dans l'Atlantique, conflit avec le peuple nigérian Ogoni dans le delta du Niger…). D'après le journaliste Tom Burgis, auteur de La Machine à piller, Shell soudoie des responsables locaux en Afrique pour obtenir des contrats pétroliers.

### Émissions de gaz à effet de serre
Une étude publiée en 2019 par des chercheurs de l'institut américain Climate Accountability Institute — qui fait autorité mondialement quant au rôle des grands producteurs d'hydrocarbures dans le réchauffement climatique, selon le journal britannique The Guardian — indique que Shell est la septième entreprise mondiale la plus émettrice de gaz à effet de serre depuis 1965, avec 31,95 milliards de tonnes d'équivalent CO2.
En décembre 2020, le gouvernement norvégien donne son feu vert au financement du projet Northern Lights, porté par Equinor, Shell et Total, qui consiste à stocker du CO2 issu des rejets industriels sous la mer du Nord afin d'en limiter les effets de serre. Il s'agit du plus grand projet au monde de stockage de CO2, avec une capacité de 1,5 million de tonnes annuelles. Il devrait démarrer en 2024.
En septembre 2021, Shell vend à ConocoPhillips ses actifs dans le Bassin permien, la première région productrice de pétrole et de gaz de schiste. Cette cession réduira la production de Shell de 7 %, fera monter la part du gaz naturel dans le portefeuille du groupe de 45 % à 47 % et réduira ses émissions de gaz à effet de serre de 2 %.
D'après Mediapart, l'entreprise connaissait depuis 1989 les conséquences de ses activités sur le climat, ayant su prédire avec précision les impacts du réchauffement climatique si les groupes énergétiques continuaient à produire des énergies fossiles : « Malgré cela, Shell a sciemment opté pour le « business as usual », conduisant aux résultats dévastateurs qu’il avait décrits ».

### Nigeria
Les plus fortes critiques proviennent d'actions effectuées au Nigeria, où les activités de la compagnie sont en butte à des rébellions armées (notamment du MEND), et où elle est fréquemment accusée de collusion avec les différents régimes dictatoriaux au pouvoir entre 1960 et la fin des années 1990. L'écrivain Ken Saro-Wiwa passe la dernière partie de sa vie à combattre la compagnie en dénonçant les abus commis sur les terres du peuple ogoni.
En mai 1994, il est arrêté et accusé d’incitation au meurtre après la mort de quatre Ogonis. Saro-Wiwa nie constamment les charges retenues contre lui, mais après un an d’emprisonnement, il est déclaré coupable et condamné à mort par un tribunal spécial. Il finit condamné et exécuté en 1995 par le régime de Sani Abacha. Ce procès est très largement critiqué par les associations internationales de défense des droits de l’homme comme Amnesty International.
En 2010, des mémos de l'administration américaine publiés par WikiLeaks révèlent que, d'après un dirigeant de la compagnie au Nigeria, Shell disposait d'informateurs au sein de « tous les ministères importants » et savaient tout de leurs délibérations. La compagnie aurait également échangé des informations avec les représentants du gouvernement américain au sujet des politiciens nigérians qu'elle soupçonnait d'aider des militants armés, demandant en échange de savoir si ceux-ci avaient acquis des missiles anti-aériens,.
Le 3 août 2011, la société reconnait sa responsabilité dans les marées noires de 2008 dans le delta du Niger au Nigeria. Le rejet de gaz naturel par torchage à ciel ouvert y est aussi le plus élevé au monde. La Banque mondiale déclare dans un rapport de 2004 que le Nigeria rejette 75 % du gaz qu'il produit pour réduire ses coûts, ce qui représente 70 millions de m3 par an. En novembre 2005, un arrêt de la cour de justice fédérale ordonne à Shell l'arrêt des torchages dans le delta du Niger car cela viole les droits constitutionnels de vie et de dignité. Dans un jugement contre la « Shell Petroleum Development Company of Nigeria », le juge C. V. Nwokorie déclare[réf. souhaitée] à Benin City que « le gaspillage nocif du torchage ne peut pas légalement se poursuivre ». En mai 2011, Shell poursuit ses activités de torchage,.
En 2017, Amnesty International dénonce l'implication de Shell dans les crimes au Nigeria dans un rapport intitulé « Shell : Complicité d'homicides ? ».
En 2021, la Cour d’appel de La Haye aux Pays-Bas condamne Shell Nigeria pour avoir empoisonné les sols et les cours d’eau dans deux villages de la région du Delta. Shell doit verser une compensation à des agriculteurs. La maison mère doit s’assurer à l’avenir que ce type d’incident ne puisse plus se produire grâce à un système de contrôle anti-fuite.

### Irlande
« Shell to Sea » est un collectif local et militant formé au début des années 2000 pour s'opposer à l'exploitation telle qu'elle était prévue d'un gisement d'hydrocarbures au large des côtes du comté de Mayo en Irlande et de son transport à terre par oléoduc. Le collectif, qui ne rejette pas l'exploitation du gisement, proteste contre ce qu'ils estiment être de graves dégâts environnementaux, des atteintes aux droits de l'homme pour les riverains et des conditions fiscales et de royalties qui sont parmi les plus basses du monde : ils estiment que l'Irlande se fait exploiter par Shell qui amasse les bénéfices sans rétribuer justement l'état et le peuple irlandais. Shell to Sea entretient des liens avec le peuple ogoni du Nigeria.

### Pays-Bas
Il est apparu en 2018 que, depuis une décennie environ, Shell a réussi à ne pas payer ses impôts sur une grande partie des dividendes versés aux Pays-Bas, en accord avec certaines administrations et autorités en faisant passer le versement d'une partie de leurs dividendes par un paradis fiscal. Ce seraient ainsi depuis 2005 environ 45 milliards d'euros qui ont été transférés par Jersey (îles Anglo-Normandes), correspondant à presque 7,5 milliards d'euros qui n'ont pas alimenté les budgets de l'État néerlandais (évaluation faite par le Centre de recherche sur les entreprises multinationales ; Somo). Cette manœuvre aurait été décidée en 2004, alors que Shell préparait la fusion des deux sociétés-mères du groupe, la néerlandaise « Royal Dutch Petroleum » et la britannique « Shell Transport and Trading ». Afin que les anciens actionnaires britanniques votent pour la fusion, l'entreprise a cherché un moyen de leur verser des dividendes sans qu'ils aient à payer l'impôt néerlandais dû sur le dividende, en émettant deux types d'actions : d'une part les actions « A » soumises à l'impôt néerlandais et des actions « B » distribuées par l’entremise d’un paradis fiscal, mesure qui aurait été négociée avec le fisc néerlandais dès 2004. Un représentant de Shell a affirmé à la radio-télévision publique NOS, que ce procédé était légal et conforme à la législation fiscale. Certains élus néerlandais comme Jesse Klaver, chef de file de GroenLinks, estiment cependant qu'il semble y avoir eu une évasion fiscale construite avec la collaboration du fisc et peut-être d'élus et demandent à la présidente de la chambre basse du Parlement d'ouvrir une enquête à ce sujet,.
La polémique se poursuit en novembre 2018 quand le quotidien Trouw confirme que le groupe Shell ne paie pas d’impôts aux Pays-Bas, alors que, au niveau mondial, il réalise des bénéfices de l'ordre de treize milliards d’euros pour l'année 2017 : il bénéficierait en effet d’un régime fiscal spécial qui lui permet de cumuler les profits et les pertes de ses nombreuses filiales dans le monde et de « déduire, aux Pays-Bas, les intérêts de ses emprunts destinés à des investissements à l’étranger, ainsi que les dépenses, par exemple, lors d’explorations pétrolières infructueuses » ; plus généralement, il est affirmé que « dans le cadre de l’établissement de régimes fiscaux privilégiés, le royaume a aussi renoncé à taxer les bénéfices des filiales étrangères de multinationales ».
En mai 2021, la justice néerlandaise condamne l'entreprise à réduire de 45 % ses émissions de gaz carbonique d'ici à 2030 ; cette disposition contraignante pour la multinationale ne concerne que les activités de Shell aux Pays-Bas.

### France
Shell a cédé trois raffineries françaises en 2008 pour se séparer de son activité de raffinage en France.
Les raffineries de Petit-Couronne et Reichstett ont été cédées au groupe financier Petroplus. Le site de Berre a été cédé au groupe américain LyondellBasell.
La raffinerie de Reichstett est en cours de démantèlement, bien que construite en 1968. Le site de Berre est mis sous cocon jusqu'à la fin de l'année 2013, avec une fermeture prévue faute de repreneur.
Le site de Petit-Couronne est mis en redressement en janvier 2012 puis en liquidation en octobre de la même année, à la suite de la faillite du groupe de raffinage Petroplus.

### Condamnation pour contamination au Nicaragua
Shell est condamnée solidairement avec Occidental Chemical Corporation et Dow Chemical en 2012 au Nicaragua à indemniser les victimes d'une contamination au pesticide DBCP (dibromichloropropane). L'entreprise ayant cependant retiré ses actifs du pays, le jugement n'a pas été exécuté. En novembre 2018, une procédure d'exequatur auprès du tribunal de grande instance de Paris est lancée pour tenter de contraindre les trois entreprises à verser les indemnités dues,.

### Allemagne
En 2022, Shell s'est vu remettre par l'association Deutsche Umwelthifle le Vautour d'or (Goldener geier), récompensant l'écoblanchiment de l'entreprise, pour la pollution qu'elle a engendré tout en s'offrant une image écoresponsable, pour avoir assuré à sa clientèle qu'elle pouvait compenser son empreinte carbone.

### Canada
Shell a profité des généreuses subventions de l'Alberta pour son unité de capture de carbone, Carbon Quest. Entre 2015 et 2021, Shell a vendu pour 5,7 millions de crédit-carbone aux entreprises, soit deux fois plus que ce que son unité de capture de carbone ne permet de produire. Pour Greenpeace Canada, il s'agit de greenwashing dans la mesure où Shell a vendu des crédits d'émission fictifs.

## Accidents industriels
- Dans la soirée du 3 juin 2014, vers 22 h 45, à Moerdijk aux Pays-Bas, un complexe pétrochimique de 320 hectares appartenant à Shell — qui y transforme des dérivés pétroliers pour produire des plastiques, fibres synthétiques, peintures latex et de l'anti-gel — a partiellement explosé[m] puis brûlé avec émission d'épaisses fumées noires[82],[83]. À 0 h 30, le feu perdait progressivement en intensité[82],[83]. « Les fumées ne sont pas dangereuses pour la population », a affirmé le maire de Moerdijk ; néanmoins, les autorités ont invité les habitants à rester calfeutrés chez eux, tandis que les trafics routier, fluvial et maritime ont été suspendus près du site. Il n'y a eu que deux blessés légers par brûlure[82],[83].
- Le 30 juillet 2017, un incendie se déclare dans la raffinerie Shell de Rotterdam, la plus grande d'Europe[84].

## Communication

### Identité visuelle (logotype)
Le logotype de la compagnie Shell,, a évolué au fil des ans depuis sa création en 1900 ; représentant d'abord la coquille d'une moule (qui ressemble plutôt à une palourde), la compagnie choisit en 1904 une coquille Saint-Jacques, coquillage plus exotique, attrayant et immédiatement reconnaissable dans le monde entier. Ce logo a été restylé en 1904, 1909, 1930, 1948, 1955, 1961, 1971, 1995 et 1999. Son design actuel est du au designer industriel Raymond Loewy, il date de 1971, mais de légères modifications de teintes ont été appliquées depuis 1995, ainsi que la suppression du nom commercial du groupe qui se trouvait au bas du logo (1999).

Évolution du logotype depuis le début du XXe siècle
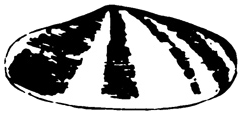
1900–1904.
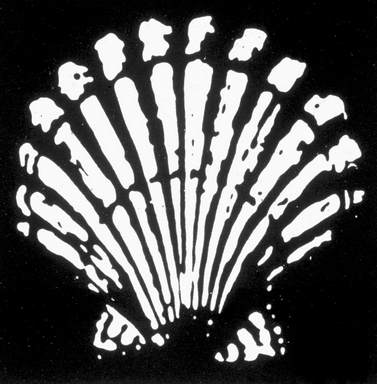
1904–1909.
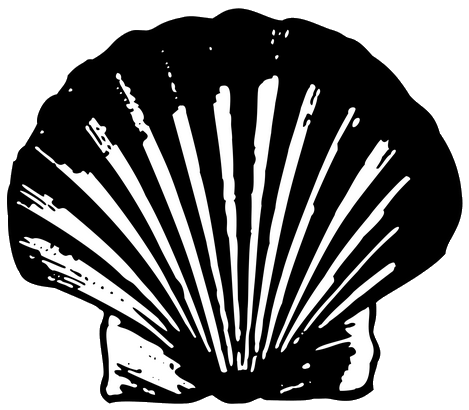
1909–1930.
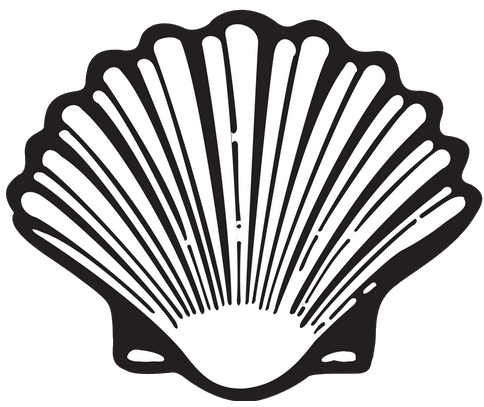
1930–1948.
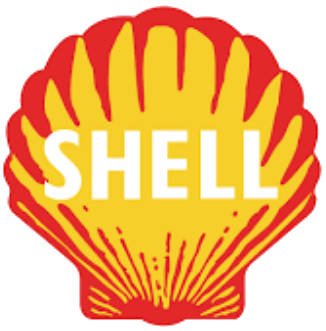
1948–55.
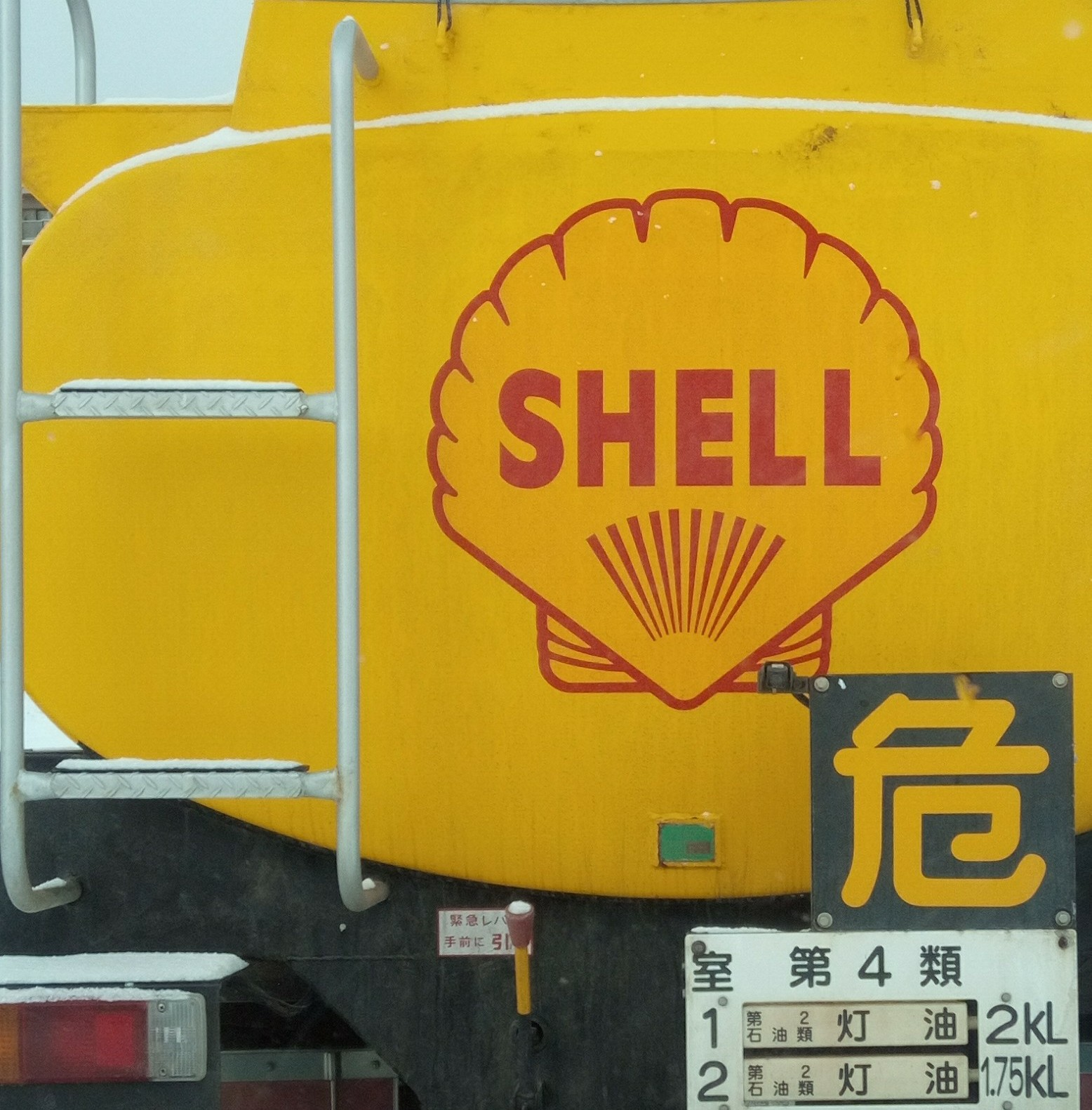
1955–1961.
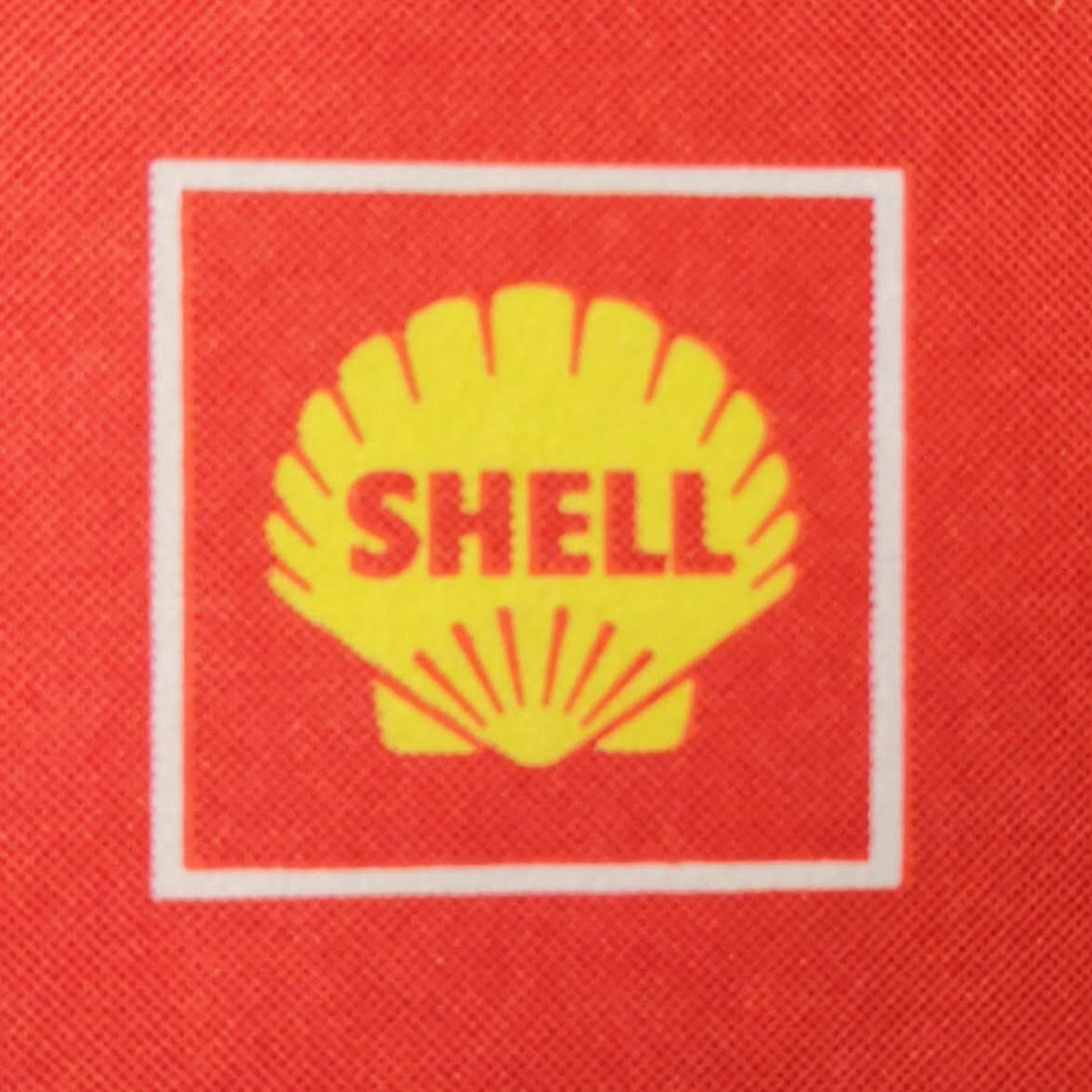
1961–1971.
Depuis 1999.

### Publicités

#### Dans les années 1930 en France

Le code de la route vu par un humoriste (publication de la filiale de Shell en France dans les années 1930)
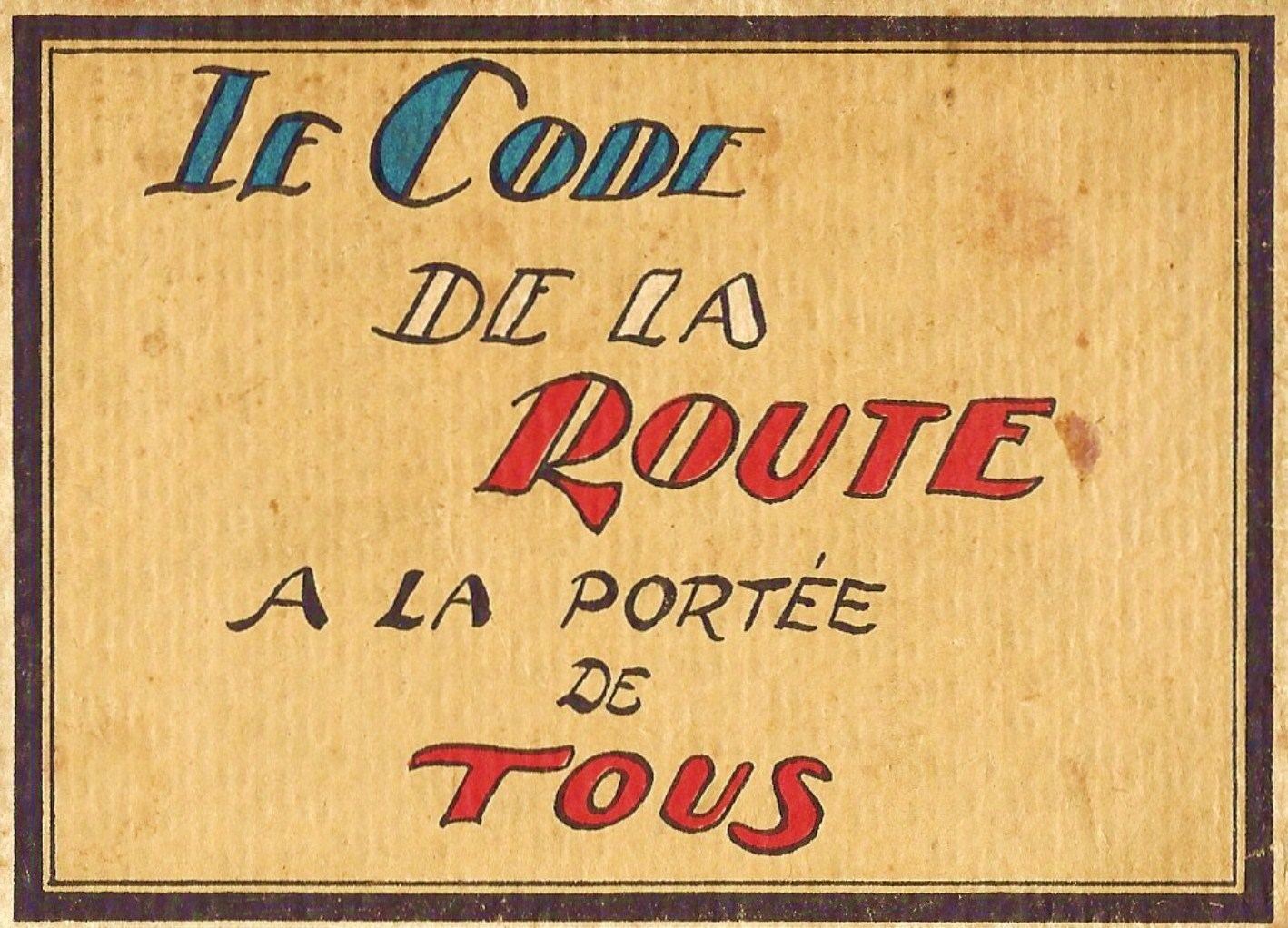
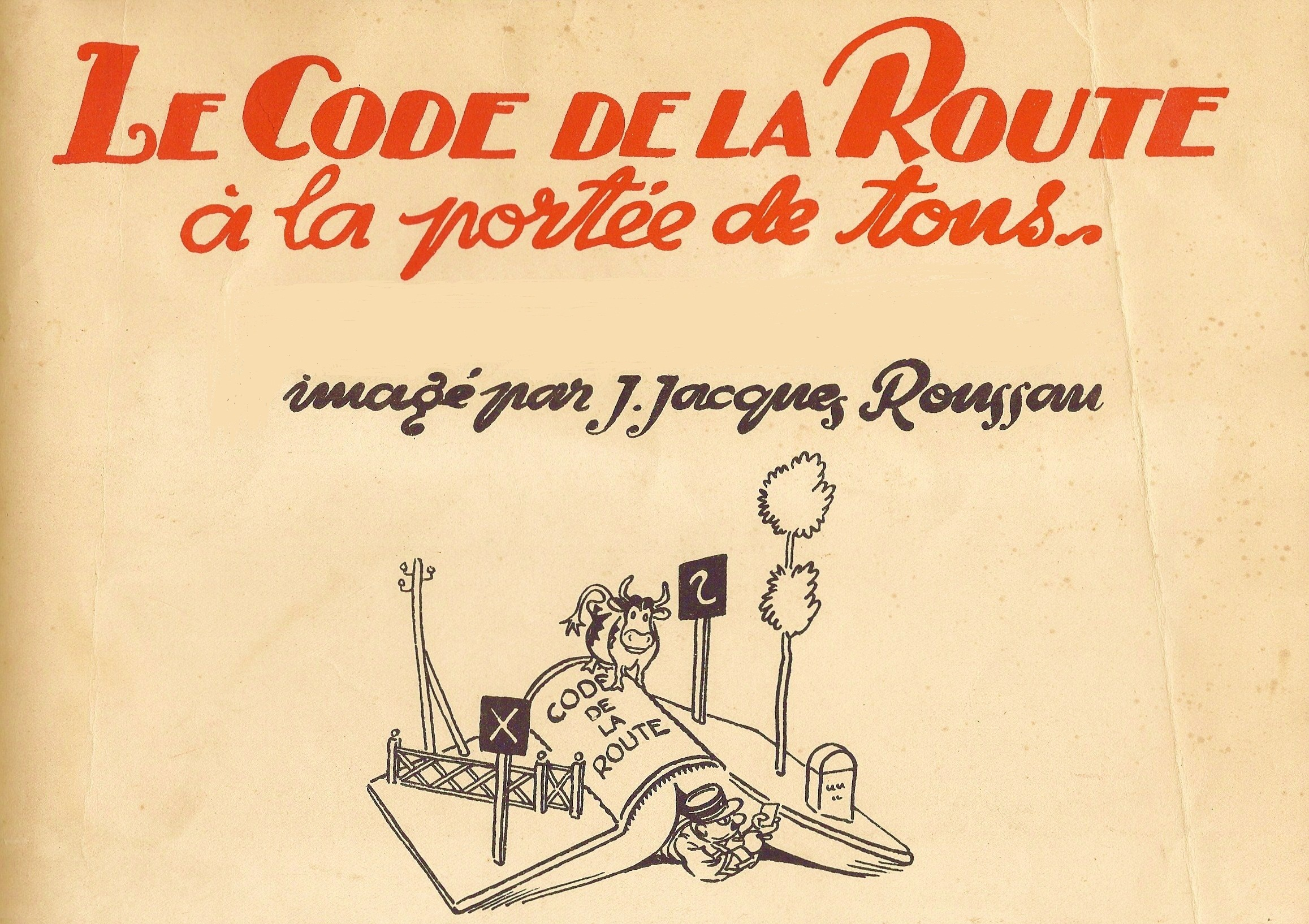
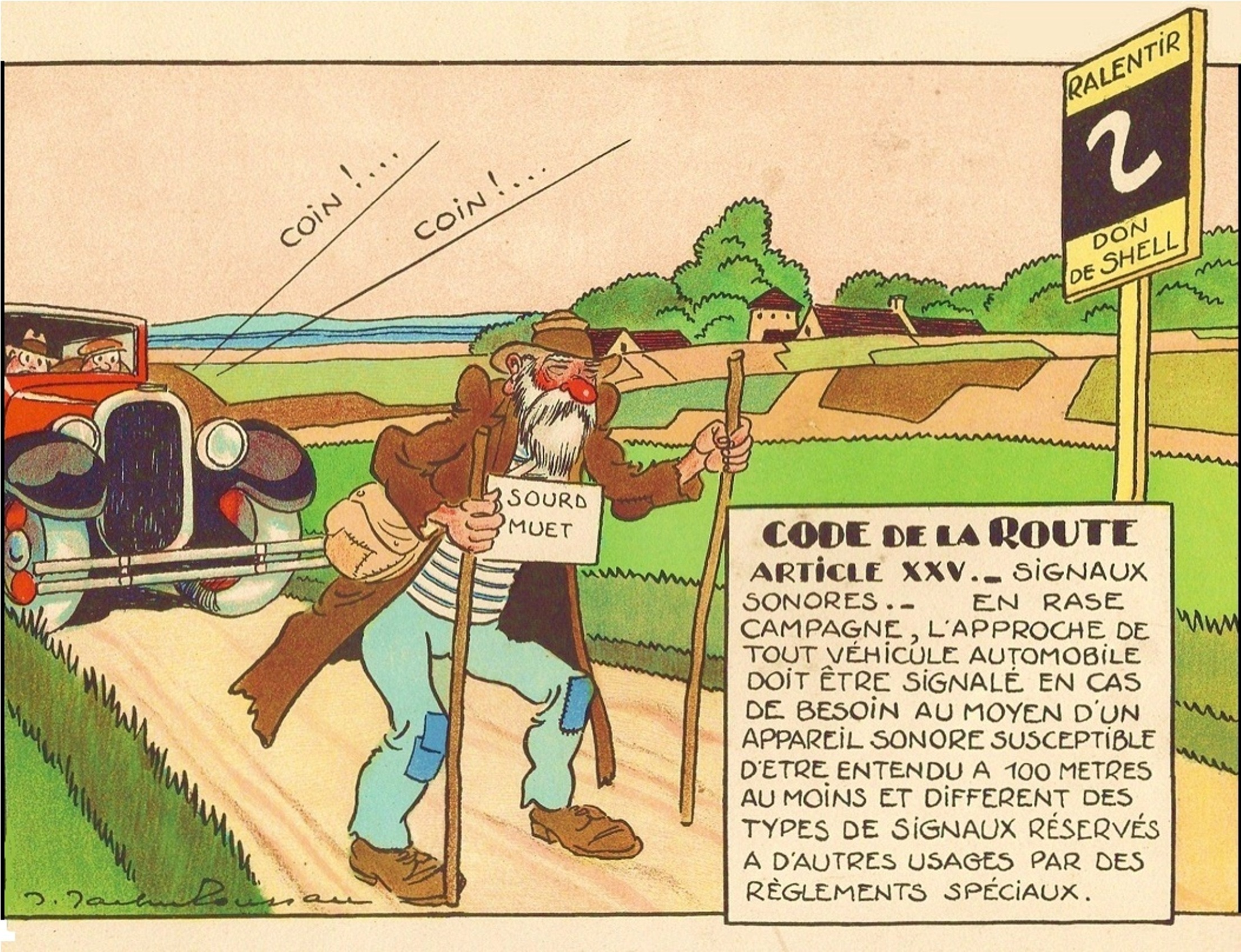
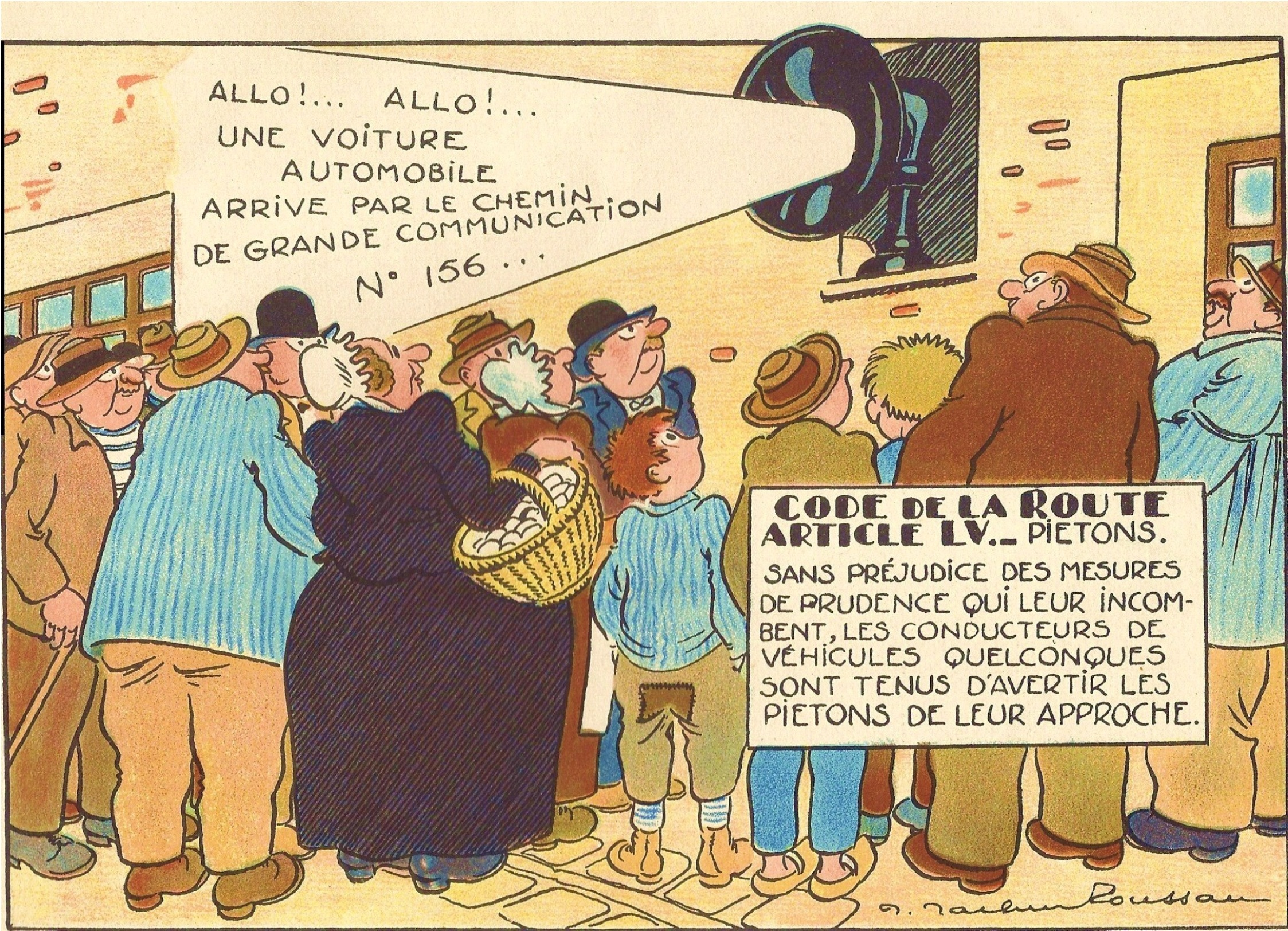
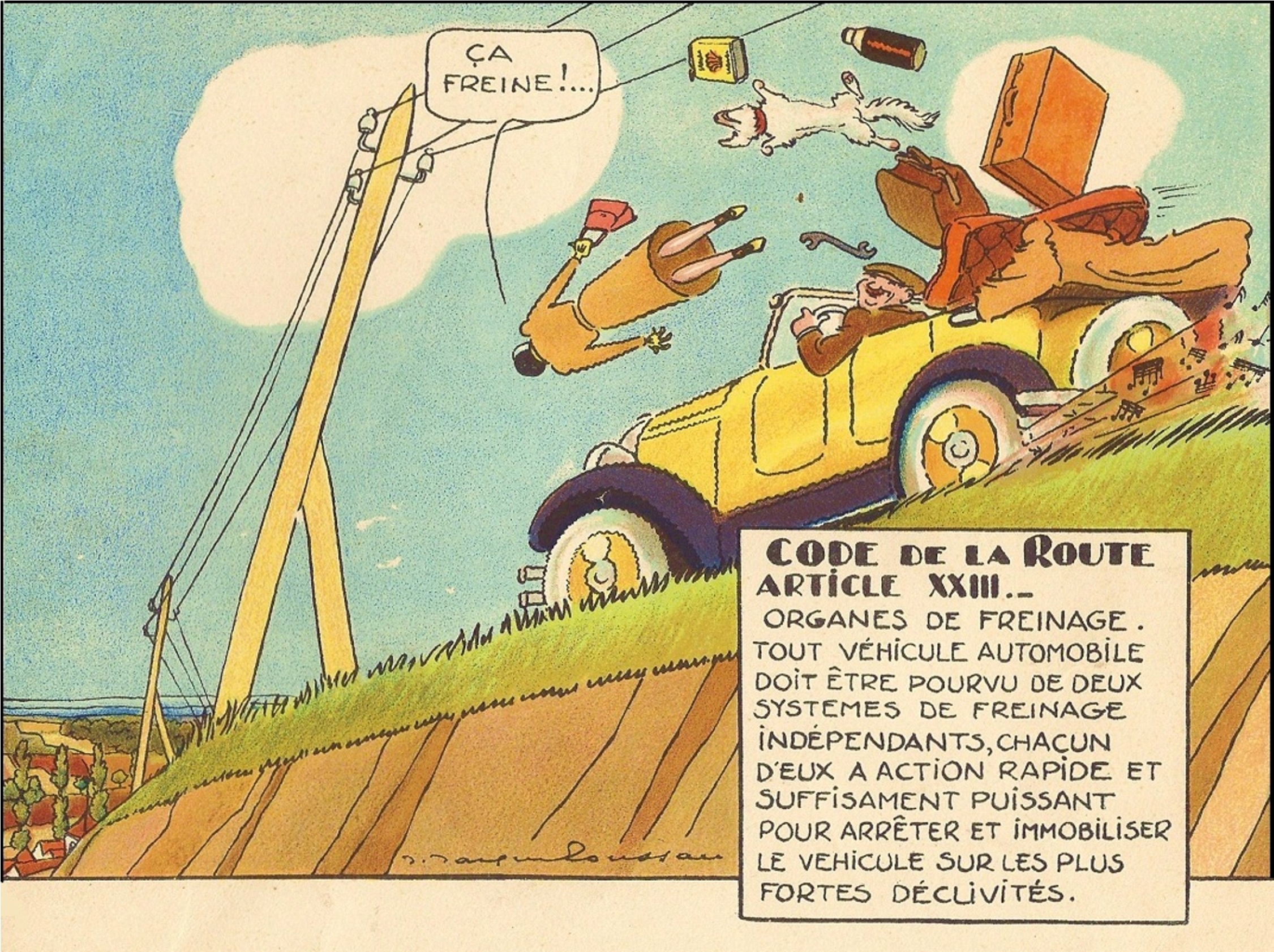
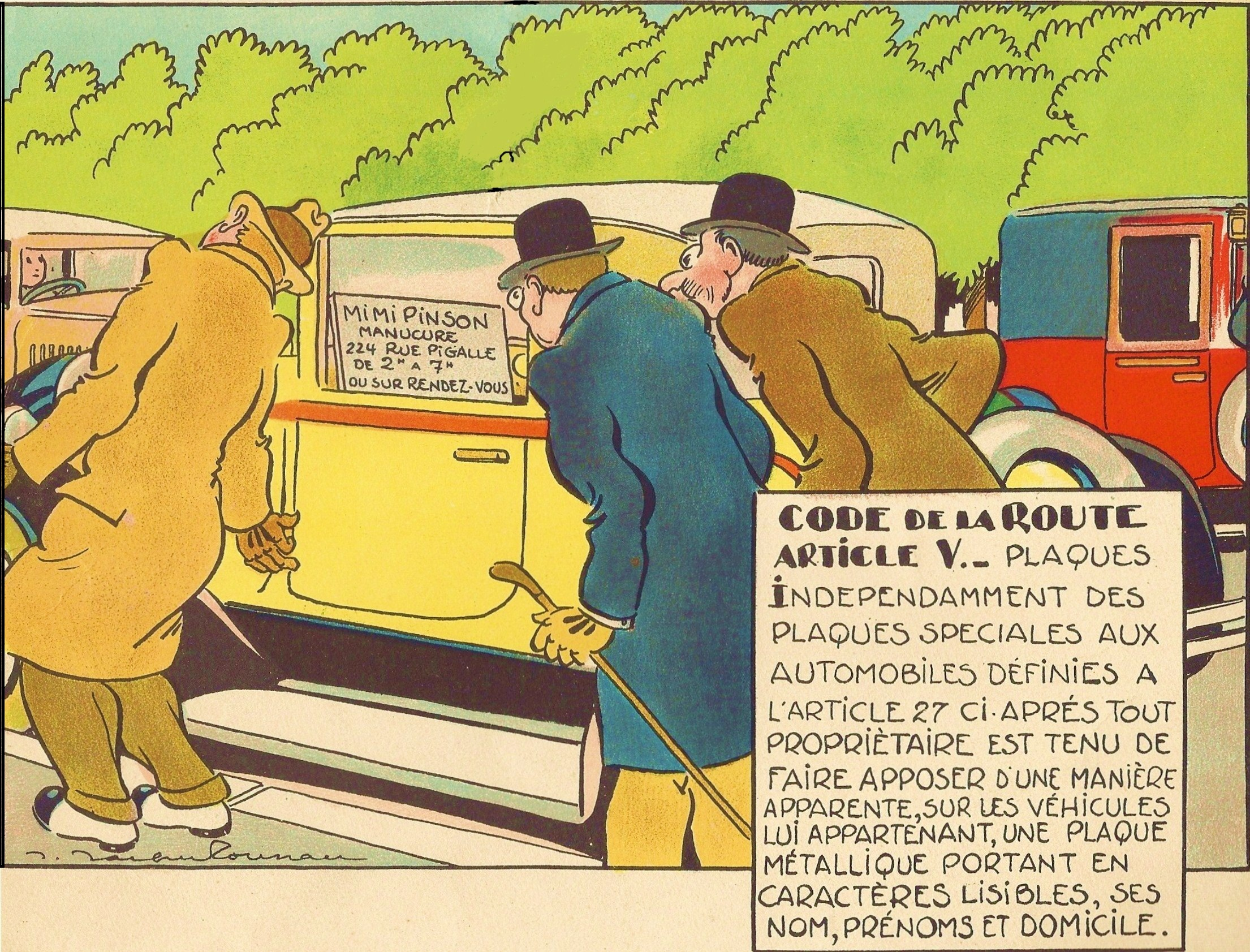
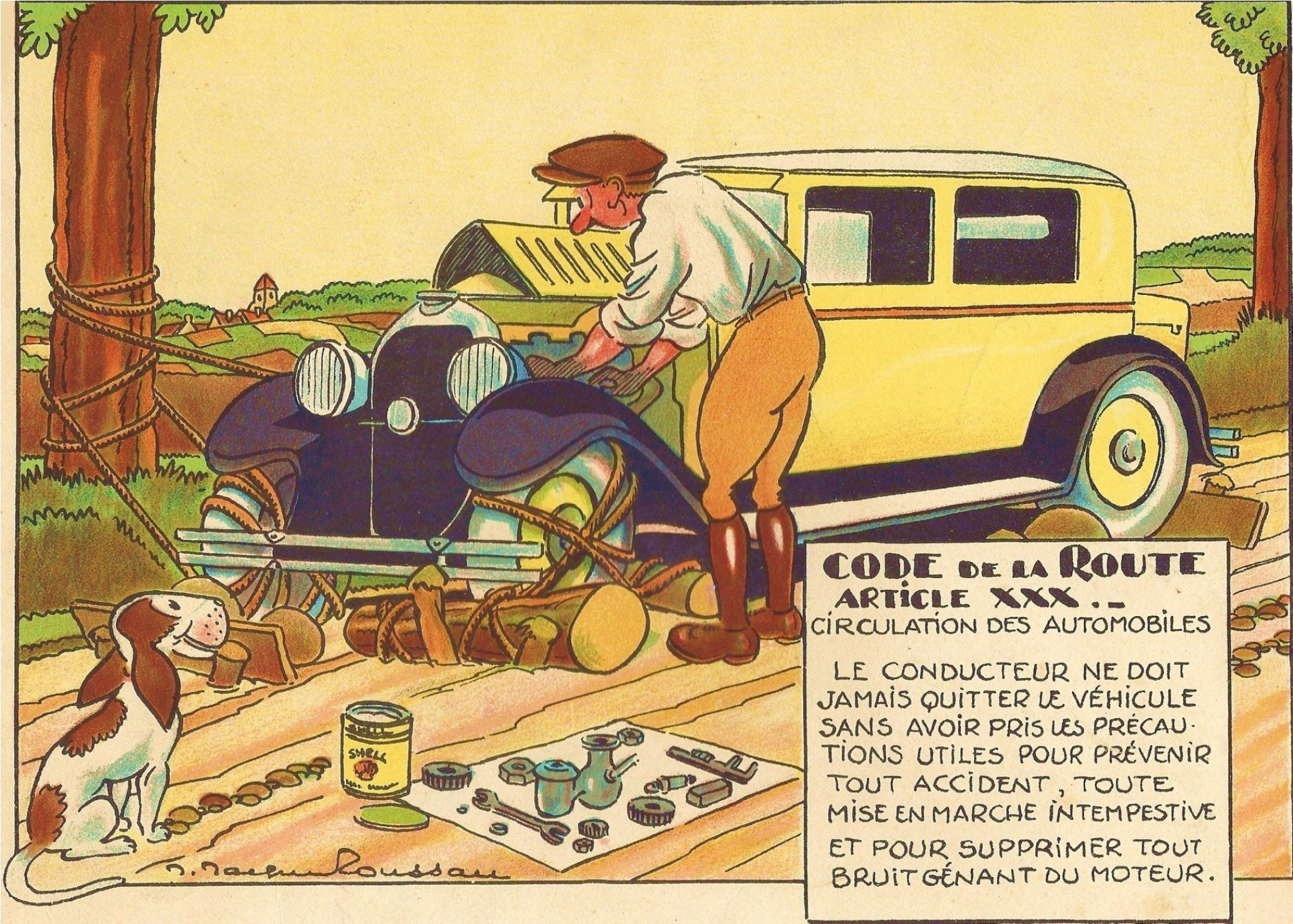
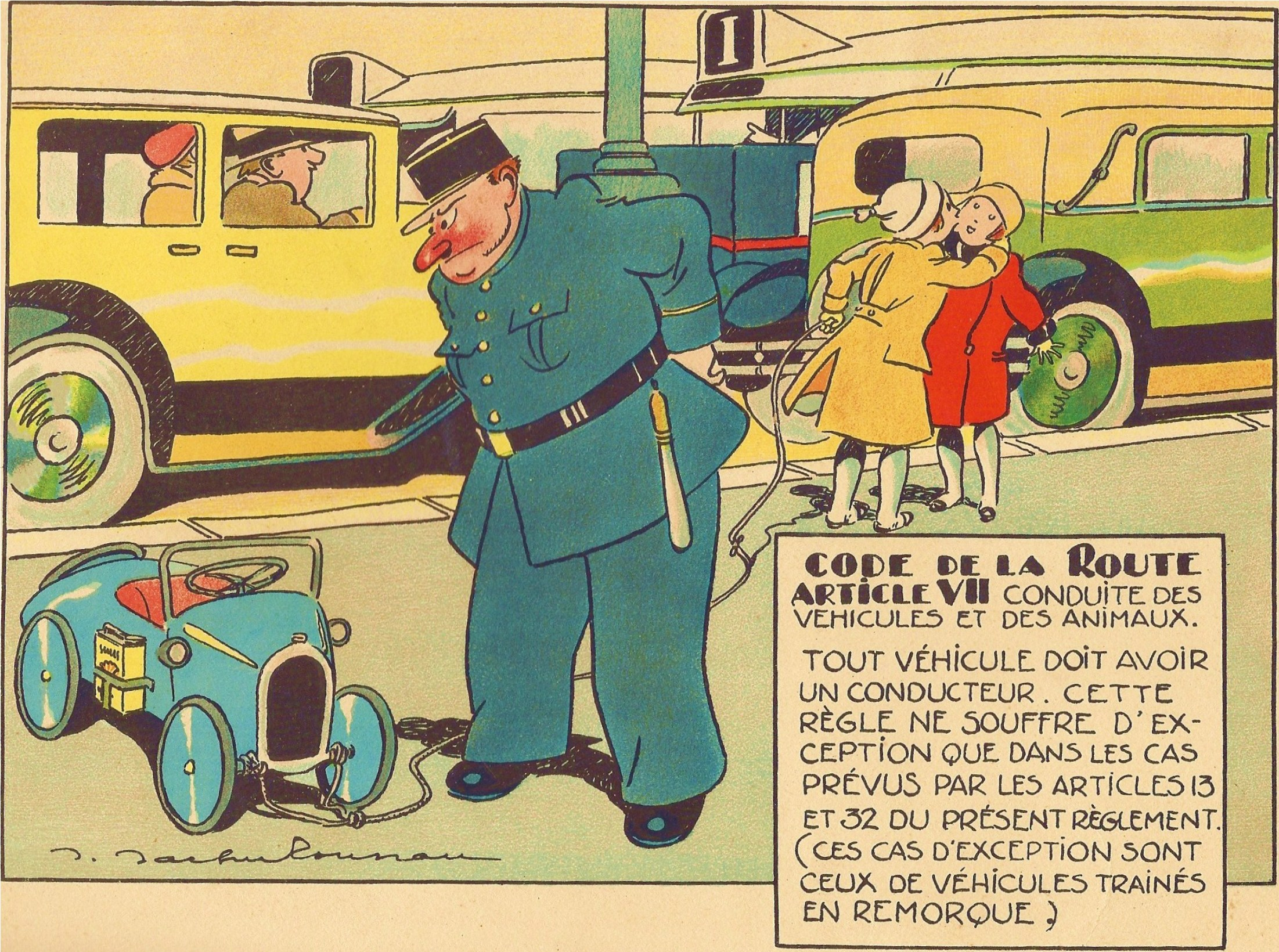
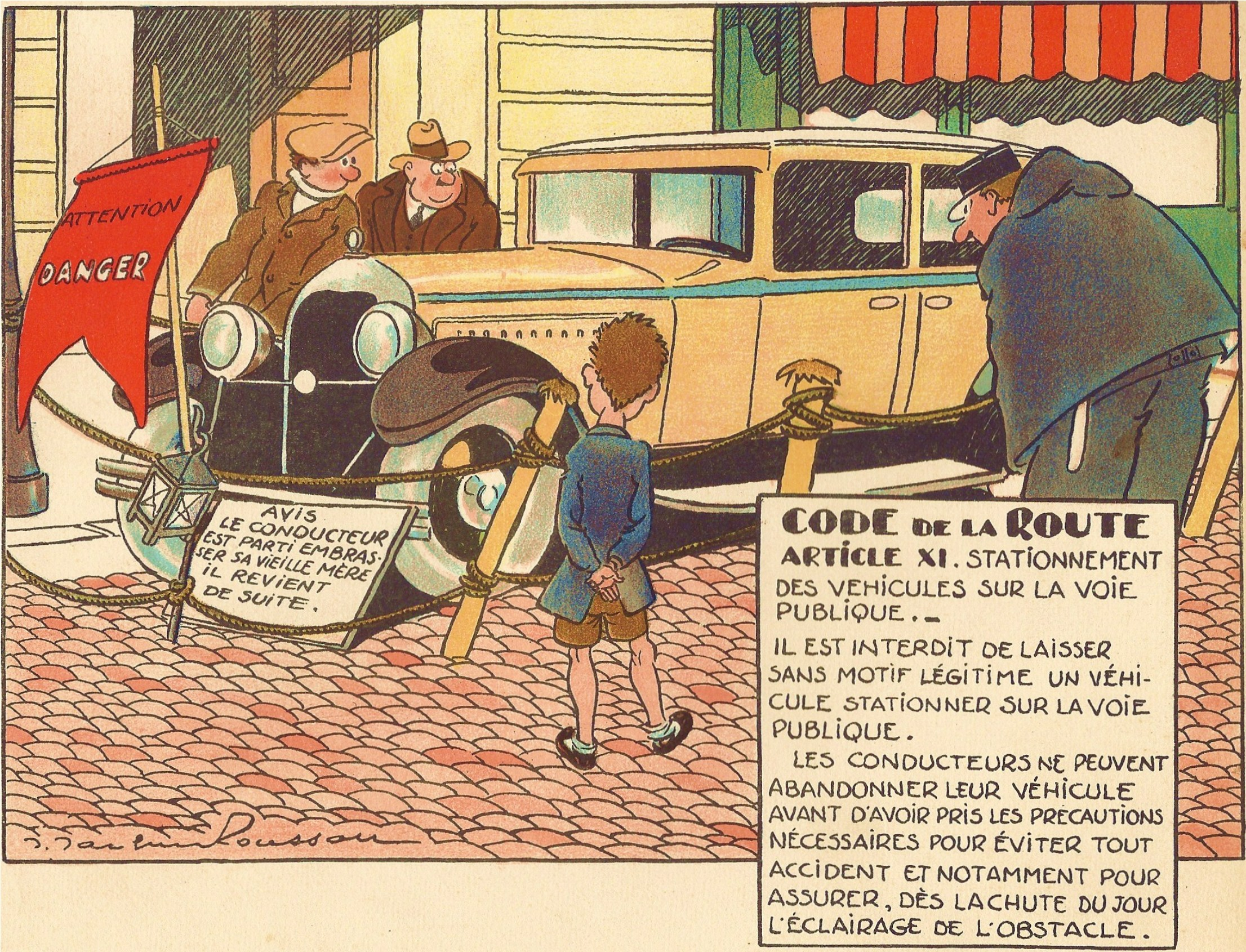
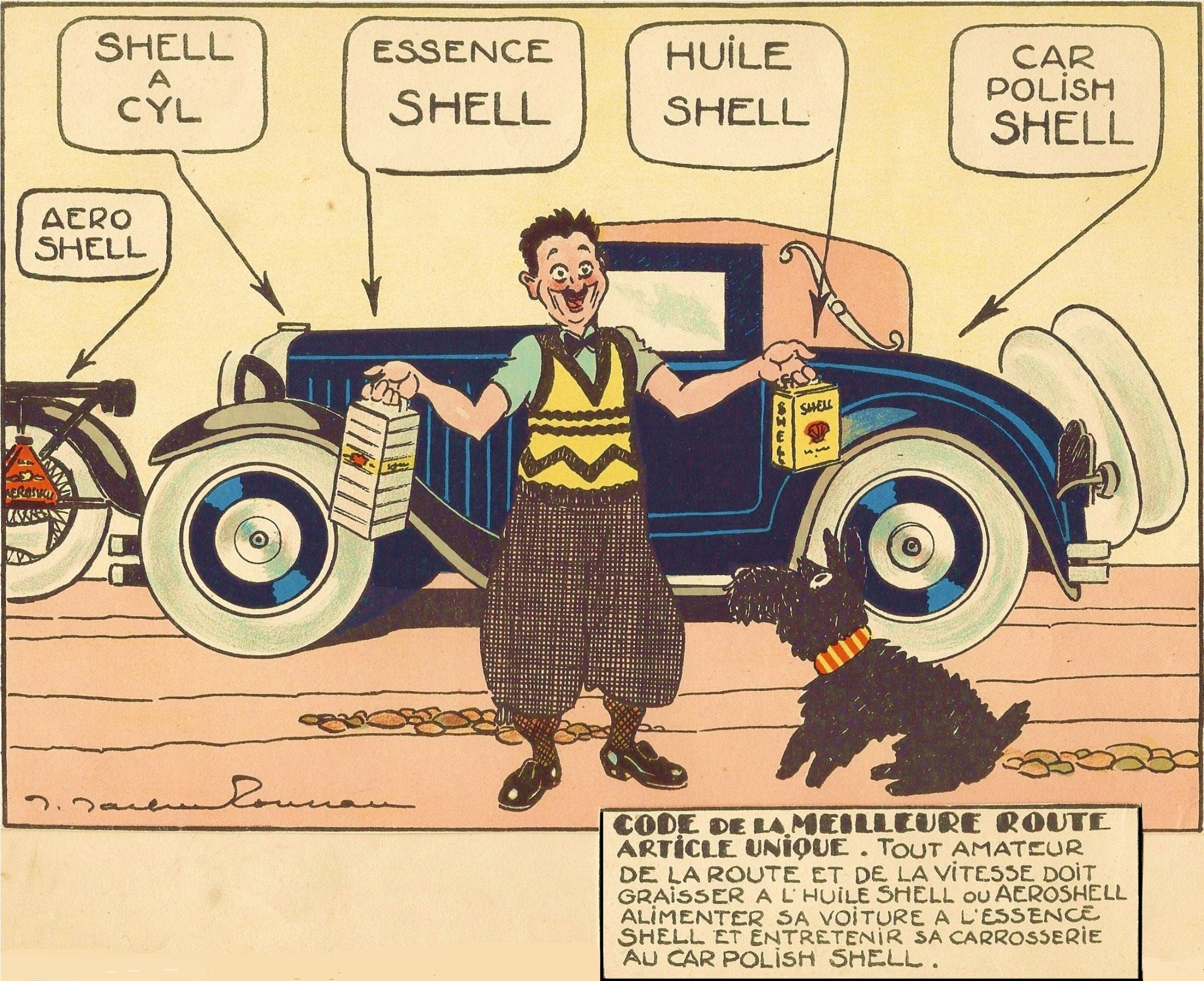
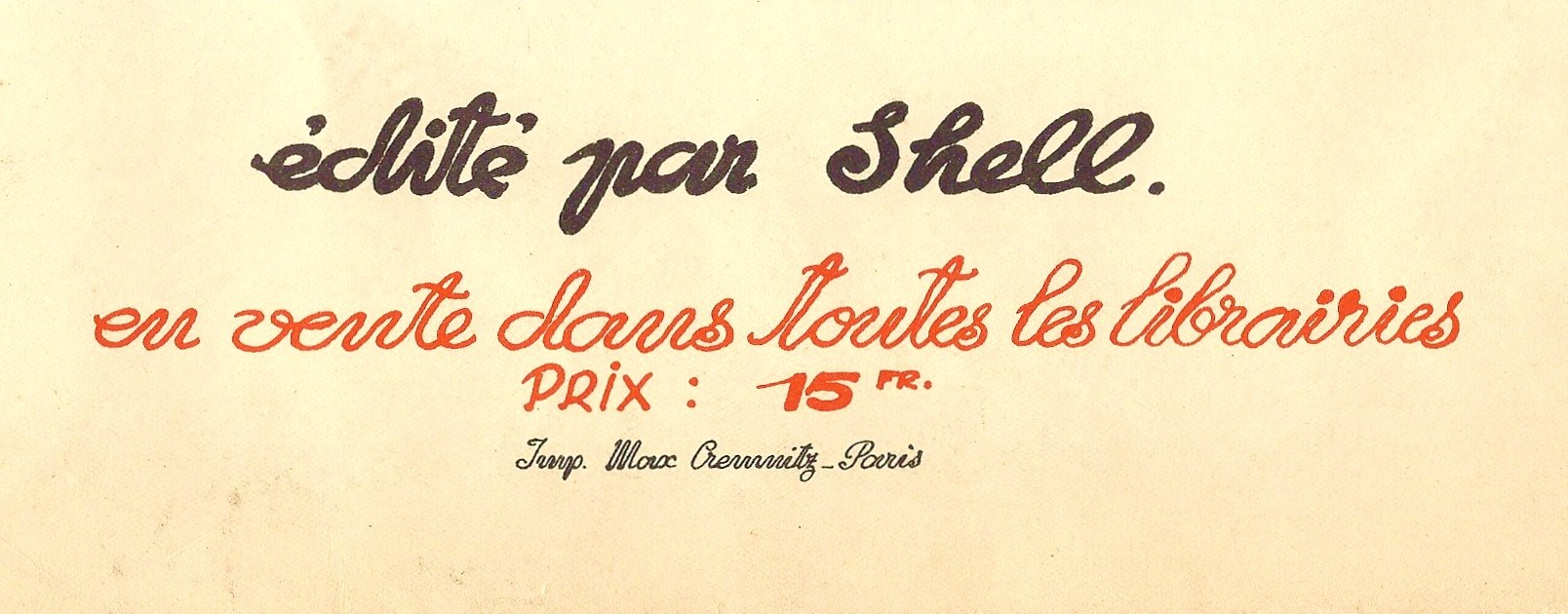

### Lobbying
L'entreprise Shell dépense à elle seul 49 millions de dollars par an en moyenne dans le lobbying en faveur des énergies fossiles et contre le climat.

#### États-Unis
Selon le Center for Responsive Politics, les dépenses de lobbying de Shell aux États-Unis s'élèvent en 2017 à 7 260 000 dollars.

#### Union européenne
Shell est inscrit depuis 2012 au registre de transparence des représentants d'intérêts auprès de la Commission européenne, et déclare en 2017 pour cette activité des dépenses annuelles d'un montant compris entre 4 500 000 et 4 750 000 euros.

#### France
Shell déclare à la Haute Autorité pour la transparence de la vie publique exercer des activités de lobbying en France pour un montant qui n'excède pas 10 000 euros sur le second semestre 2017.

### Financement d'organisations climatodénialistes
En 2024, The Guardian et le site d'information DeSmog révèlent que l'entreprise Shell a financé, via la Shell USA Company Foundation, des organisations et lobbies politiques conservateurs américains niant le changement climatique ou remettant en cause son origine anthropique, à l'encontre du consensus scientifique en la matière. Les fonds alloués l'ont été alors même que la fondation affirme « ne soutenir aucune organisation ».
Entre 2013 et 2022, environ un demi-million de dollars ont été attribués par Shell à 21 organisations conservatrices, anti-LGBT et anti-avortement aux États-Unis. Parmi ces organisations figurent l'Institut Heartland, l'Alliance Defending Freedom (en), organisation chrétienne ultraconservatrice, ou l'American Family Association (en), association fondamentaliste chrétienne et anti-LGBT. Plusieurs d'entre elles sont également à l'origine du Projet 2025, qui prévoit notamment la réduction des politiques de protection de l'environnement aux États-Unis.